# NGC 6417
NGC 6417 is een balkspiraalstelsel in het sterrenbeeld Hercules. Het hemelobject werd op 2 juli 1864 ontdekt door de Duitse astronoom Albert Marth.

## Synoniemen
- UGC 10945
- MCG 4-42-1
- ZWG 141.4
- IRAS 17397+2341
- PGC 60709